# Langues sira
Les langues sira, formant le « groupe punu-shira », codé B40 selon la terminologie de Guthrie, sont des langues bantoues parlées au Gabon (ainsi qu'en République du Congo pour ce qui concerne le bwizi).
| codage Guthrie | langue selon Guthrie | codage ISO |
| -------------- | -------------------- | ---------- |
| B401           | Bwizi                | bwz        |
| B402           | Varama, Barama       | bbg        |
| B403           | Vungu, vumbu         | vum        |
| B404           | Ngubi, Ngove         |            |
| B41            | Sira                 | swj        |
| B411           | Bwali                |            |
| B42            | Sangu, Shango        | snq        |
| B43            | Punu                 | puu        |
| B44            | Lumbu                | lup        |